# Peter Schärer
Peter Schärer (ur. w 1943 roku) – szwajcarski bobsleista, czterokrotny medalista mistrzostw świata.

## Kariera
Pierwszy sukces w karierze Schärer osiągnął w 1970 roku, kiedy wspólnie z René Stadlerem, Hansem Candrianem i Maxem Forsterem zdobył brązowy medal w czwórkach podczas mistrzostw świata w Sankt Moritz. Na rozgrywanych rok później mistrzostwach świata w Cervinii reprezentacja Szwajcarii w składzie: René Stadler, Max Forster, Erich Schärer i Peter Schärer wywalczyła złoty medal w tej samej konkurencji. Złote medale wywalczył także na mistrzostwach świata w Lake Placid w 1973 roku (startując razem ze Stadlerem, Wernerem Camichelem i Erichem Schärerem) oraz podczas mistrzostw świata w Cervinii w 1975 roku (razem z Erichem Schärerem, Wernerem Camichelem i Josephem Benzem). Ponadto pięciokrotnie zdobywał medale mistrzostw Europy, w tym złoty w dwójkach w Sankt Moritz w 1976 roku. Nigdy nie wystąpił na igrzyskach olimpijskich.
Jego młodszy brat, Erich Schärer, również był bobsleistą.